# Tarasovo
Tarasovo (in lingua russa Тарасово) è una città situata in Russia, nell'Oblast' di Arcangelo, più precisamente nel Pleseckij rajon.